# 林羿豪
林 羿豪（リン・イーハオ、1991年1月2日 - ）は、台湾（中華民国）の新竹県出身の元プロ野球選手（投手）。右投右打。

## 経歴

### プロ入り前
15歳で最速149km/hを投げるなど注目を浴び、MLB複数球団との競合の末、2006年9月に育成選手として読売ジャイアンツが獲得した。

### 巨人時代
2008年にイースタン・リーグで初登板し、教育リーグで最速157km/hを計測。12月にはWBCチャイニーズタイペイ代表1次合宿に参加した。
2009年は二軍で5試合に登板。契約3年目が経過したため10月30日に自由契約公示されたが、同11月12日に再契約した。
2010年は二軍で先発投手としても登板し、5月にイースタンリーグで初勝利を挙げた。7月31日に支配下登録され、背番号は「96」に決定。8月7日の対広島東洋カープ戦で一軍での初登板を果たした。
オフの11月に開催された広州アジア競技大会の野球チャイニーズタイペイ代表に選出された。同大会では準優勝を果たした。
2011年は二軍でクローザーとして起用され、52試合に登板し16セーブ（いずれもリーグ最多）を挙げたが、一軍登板はなかった。オフには台湾で12日間の兵役に就いた。
2012年はクローザー候補として期待されたが、一軍登板なし。また9月21日に第3回ワールド・ベースボール・クラシック(WBC)予選のチャイニーズタイペイ代表に選出された。10月に宮崎フェニックス・リーグに参加した。11月に第3回WBC予選前にキューバ代表との国際親善試合である「サンダーシリーズ」のチャイニーズタイペイ代表に選出された。
2013年1月14日に第3回WBC本戦のチャイニーズタイペイ代表に選出された。3月8日の日本戦では中田翔に決勝の犠飛を打たれている。

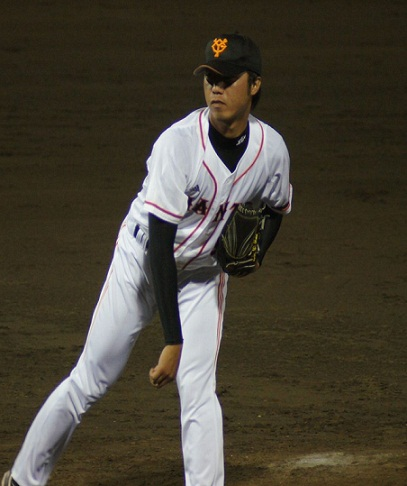
読売ジャイアンツ時代
(2011年8月13日)

シーズンでは一軍登板はなった。10月1日に戦力外通告を受けた。その後、12球団合同トライアウトを受けたが日本国内に獲得を示す球団はなかった。

### 義大・富邦時代
2013年11月28日に中華職業棒球大聯盟（CPBL）の義大ライノズからドラフト2巡目で指名され、2014年1月10日に入団会見を行った。背番号は巨人時代と同じ「96」。
2014年は入団1年目で59試合に登板し3勝4敗2セーブ、さらにリーグ4位の16ホールドを挙げた。
2015年はリーグ最多の60試合を投げた。
2016年は自身の不振もあり約2ヶ月の2軍落ちを経験した。
2017年シーズンオフに右肘の手術をした。
2018年は昨年のシーズンオフに手術を行った影響もあり、登板数が自身最少の22登板に留まった。
2020年も勝利の方程式を担っていたものの、6月に防御率12.60と打ち込まれ登録を抹消した。10月にも防御率9.35を記録し、最終的には防御率6.29で終えた。
翌年は2軍暮らしが続き、12月21日に自由契約となった。

### 味全時代
2022年の春季キャンプで味全ドラゴンズの入団テストを受験して合格し、入団が内定した。しかし、同年は10試合の登板に止まり、オフに戦力外通告を受け現役を引退。
引退後は故郷に戻り、2023年から新竹市立成徳高級中学でコーチを務めている。

## プレースタイル・人物
サイドスローから最速150 km/h台半ばに達する速球が武器。
巨人入団2年目の2007年の「G戦士 今年の抱負」では「學好日語（日本語を学ぶことをうまくやり遂げる）拼命練習（猛稽古）」と色紙に書いた。その後、日本語は上達し、2010年に支配下登録が決まった際の入団会見では日本語で受け答えを行った。支配下選手登録された際には、目標の投手としてMLBで通算303勝を挙げたランディ・ジョンソンを、投げ合いたい投手として同じ台湾出身であるチェン・ウェイン（当時は中日ドラゴンズ所属）を挙げていた。

## 詳細情報

### 年度別投手成績
| 年 度     | 球 団     | 登 板 | 先 発 | 完 投 | 完 封 | 無 四 球 | 勝 利 | 敗 戦 | セ 丨 ブ | ホ 丨 ル ド | 勝 率 | 打 者 | 投 球 回 | 被 安 打 | 被 本 塁 打 | 与 四 球 | 敬 遠 | 与 死 球 | 奪 三 振 | 暴 投 | ボ 丨 ク | 失 点 | 自 責 点 | 防 御 率 | W H I P |
| --------- | --------- | ----- | ----- | ----- | ----- | -------- | ----- | ----- | -------- | ----------- | ----- | ----- | -------- | -------- | ----------- | -------- | ----- | -------- | -------- | ----- | -------- | ----- | -------- | -------- | ------- |
| 2010      | 巨人      | 2     | 0     | 0     | 0     | 0        | 0     | 0     | 0        | 0           | ----  | 28    | 5.0      | 8        | 0           | 4        | 0     | 1        | 4        | 2     | 0        | 7     | 7        | 12.60    | 2.40    |
| 2014      | 義大 富邦 | 59    | 0     | 0     | 0     | 0        | 3     | 4     | 2        | 16          | .429  | 282   | 65.0     | 61       | 4           | 18       | 5     | 3        | 64       | 10    | 0        | 26    | 22       | 3.05     | 1.22    |
| 2015      | 義大 富邦 | 60    | 0     | 0     | 0     | 0        | 2     | 4     | 1        | 18          | .333  | 255   | 54.0     | 51       | 3           | 38       | 1     | 6        | 46       | 7     | 0        | 31    | 27       | 4.50     | 1.65    |
| 2016      | 義大 富邦 | 35    | 0     | 0     | 0     | 0        | 0     | 2     | 1        | 7           | .000  | 148   | 29.2     | 38       | 4           | 16       | 1     | 2        | 21       | 6     | 0        | 19    | 18       | 5.46     | 1.82    |
| 2017      | 義大 富邦 | 33    | 0     | 0     | 0     | 0        | 2     | 0     | 3        | 5           | 1.00  | 129   | 29.2     | 24       | 5           | 20       | 1     | 1        | 28       | 4     | 0        | 16    | 13       | 3.94     | 1.48    |
| 2018      | 義大 富邦 | 22    | 0     | 0     | 0     | 0        | 1     | 1     | 5        | 2           | .500  | 81    | 20.0     | 16       | 2           | 7        | 0     | 1        | 17       | 1     | 0        | 10    | 9        | 4.05     | 1.15    |
| 2019      | 義大 富邦 | 52    | 0     | 0     | 0     | 0        | 4     | 5     | 0        | 19          | .444  | 212   | 49.2     | 34       | 3           | 21       | 5     | 4        | 59       | 8     | 0        | 17    | 14       | 2.54     | 1.11    |
| 2020      | 義大 富邦 | 46    | 0     | 0     | 0     | 0        | 0     | 4     | 1        | 11          | .000  | 209   | 44.1     | 51       | 5           | 25       | 2     | 3        | 43       | 3     | 0        | 33    | 31       | 6.29     | 1.71    |
| 2021      | 義大 富邦 | 3     | 0     | 0     | 0     | 0        | 0     | 0     | 1        | 0           | ----  | 12    | 2.2      | 3        | 0           | 2        | 0     | 0        | 3        | 0     | 0        | 2     | 2        | 1.88     | 3.00    |
| 2022      | 味全      | 10    | 0     | 0     | 0     | 0        | 0     | 0     | 0        | 0           | ----  | 44    | 9.2      | 8        | 1           | 4        | 0     | 3        | 3        | 0     | 0        | 4     | 4        | 3.72     | 1.24    |
| NPB：1年  | NPB：1年  | 2     | 0     | 0     | 0     | 0        | 0     | 0     | 0        | 0           | ----  | 28    | 5.0      | 8        | 0           | 4        | 0     | 1        | 4        | 2     | 0        | 7     | 7        | 12.60    | 2.40    |
| CPBL：9年 | CPBL：9年 | 320   | 0     | 0     | 0     | 0        | 12    | 20    | 13       | 79          | .375  | 1372  | 304.2    | 286      | 27          | 166      | 15    | 23       | 284      | 39    | 0        | 158   | 140      | 4.14     | 1.48    |

- 各年度の太字はリーグ最高

### 年度別守備成績
| 年 度 | 球 団     | 投手  | 投手  | 投手  | 投手  | 投手  | 投手     |
| 年 度 | 球 団     | 試 合 | 刺 殺 | 補 殺 | 失 策 | 併 殺 | 守 備 率 |
| ----- | --------- | ----- | ----- | ----- | ----- | ----- | -------- |
| 2010  | 巨人      | 2     | 2     | 0     | 0     | 0     | 1.000    |
| 2014  | 義大 富邦 | 59    | 3     | 8     | 1     | 0     | .917     |
| 2015  | 義大 富邦 | 60    | 2     | 4     | 1     | 1     | .857     |
| 2016  | 義大 富邦 | 35    | 1     | 5     | 1     | 0     | .857     |
| 2017  | 義大 富邦 | 33    | 0     | 2     | 0     | 2     | 1.000    |
| 2018  | 義大 富邦 | 22    | 1     | 2     | 0     | 0     | 1.000    |
| 2019  | 義大 富邦 | 52    | 0     | 9     | 1     | 0     | .900     |
| 2020  | 義大 富邦 | 46    | 1     | 3     | 0     | 0     | 1.000    |
| 2021  | 義大 富邦 | 3     | 0     | 0     | 0     | 0     | ----     |
| 2022  | 味全      | 10    | 1     | 3     | 1     | 0     | .800     |
| NPB   | NPB       | 2     | 2     | 0     | 0     | 0     | 1.000    |
| CPBL  | CPBL      | 320   | 9     | 36    | 5     | 3     | .900     |

### 記録
NPB
- 初登板：2010年8月7日、対広島東洋カープ16回戦（東京ドーム）、8回表に4番手で救援登板・完了、2回1失点
- 初奪三振：2010年8月31日、対東京ヤクルトスワローズ18回戦（石川県立野球場）、3回表にジョシュ・ホワイトセルから空振り三振

CPBL
- オールスターゲーム出場：1回（2019年）

### 背番号
- 106（2006年 - 2010年7月30日）
- 96（2010年7月31日 - 2021年）
- 63（2013年WBC）
- 47（2022年）

### 代表歴
- 2010年アジア競技大会野球チャイニーズタイペイ代表
- 2013 ワールド・ベースボール・クラシック・チャイニーズタイペイ代表